# Castillo de Castlelost
El castillo de Castlelost (en inglés: Castlelost Castle; en irlandés: Caisleán Loiste) es un castillo en ruinas situado al norte de Rochfortbridge, en el condado de Westmeath (Irlanda). El castillo se remonta a los tiempos de la Invasión cambro-normanda de Irlanda. Los únicos vestigios visibles son la torre en ruinas y una pequeña mota.
El castillo, la mota y los restos de la muralla que rodea el patio están listados en el Record of Monuments and Places del condado de Westmeath.